# Juan II de Werle
Juan II, señor de Werle[-Güstrow] apodado el Calvo (después de 1250 - 27 de agosto de 1337), fue desde 1309 hasta 1316 co-regente de Werle y desde 1316 hasta 1337 Señor de Werle-Güstrow. Fue el segundogénito de Juan I de Werle y Sofía de Lindow-Ruppin.
Reinó en Werle desde 1309 hasta 1316 junto con su hermano Nicolás II. Después de la muerte de Nicolás en 1316 se decidió dividir el territorio, y Juan asumió el control sobre la parte Werle-Güstrow y el hijo de Nicolás Juan III, asumió el control sobre la parte Werle-Goldberg.
El 4 de mayo de 1326, el rey Cristóbal II de Dinamarca prometió investir a Juan y Señor Enrique II de Mecklemburgo con el principado de Rügen. Sin embargo, los duques de Pomerania tomaron Rugen, llevando a la guerra de sucesión de Rügen.  Pomerania defendió con éxito Rügen, y las pretensiones de Mecklemburgo sobre Rügen no pudieron llevarse a cabo en la realidad.
Redujo sus deudas persiguiendo a los judíos por profanación de hostias.
Juan murió en 1337 y fue enterrado en la catedral de Doberan.

## Matrimonio y descendencia
En 1311, Juan II se casó con Matilde (n. h. 1295; m. entre el 24 de octubre de 1333 y el 14 de marzo de 1344), una hija del duque Enrique I de Brunswick-Grubenhagen. Tuvieron cuatro hijos:
- Nicolás III, señor de Werle-Güstrow
- Bernardo II, señor de Werle-Waren
- Sofía de Werle (1329–1364), se casó primero, en 1341, con Alberto IV de Sajonia-Lauenburgo y después, en 1344, con Barnim IV de Pomerania-Wolgast
- Ana de Werle, una monja en la abadía de Dobbertin